# Francien van Westering
Francien van Westering (Bloemendaal, 5 mei 1951) is een Nederlandse illustrator die vooral bekend is geworden met haar tekeningen van katten.

## Jeugd
Francien van Westering groeide op in een kunstzinnige omgeving. Haar vader, Paul Chr. van Westering, was componist en muziekjournalist.  Hij schreef onder andere muziek bij liedjes van Annie M.G. Schmidt, waaronder Dikkertje Dap en Het Fluitketeltje.

## Opleiding en carrière
Tijdens haar opleiding aan de Gerrit Rietveld Academie in Amsterdam won Francien een illustratiewedstrijd, uitgeschreven door de uitgever Andreas Landshoff. Op zijn verzoek maakte ze haar eerste internationaal uitgegeven prentenboek; Het vrouwtje van Stavoren. Na haar opleiding tekende ze voor diverse week- en maandbladen in Nederland, Duitsland, Engeland en Denemarken. Daarnaast illustreerde ze talloze kinder- en prentenboeken voor uitgevers in binnen- en buitenland.

## Franciens Katten
Francien werkte regelmatig voor tijdschriften van uitgeverij Sanoma. ‘Bladendokter’ Rob van Vuure gaf Francien de kans zich te specialiseren in haar favoriete onderwerp: katten. Vanaf 1990 tekende en schreef ze veertien jaar lang wekelijks voor Margriet een column over de belevenissen van en met haar katten. Daarnaast schreef ze verschillende boeken over kattengedrag. Er zijn tal van producten met de (katten)tekeningen van Francien op de markt gebracht.

## Prijzen
- 1987 Jaarprijs NIC in de categorie Institutioneel
- 1988 Derde prijs NIC in de categorie Institutioneel

## Boeken
- Francien's kittens, Francien van Westering / The House of Books / 2007
- Franciens mooiste kattenverhalen : een verzameling van 10 jaar kattenbelletjes, Francien van Westering / Atrium / 2000
- Het verhaal van Binkie ; Franciens kattenbibliotheek, Francien van Westering/ Rubinstein Media / 1999
- In katzwijm : over verliefdheid, bevalling en kittens, Francien van Westering / Rubinstein Media / 1999
- Het verhaal van Roos ; Franciens kattenbibliotheek,  Francien van Westering / Rubinstein Media / 1999
- Allemaal even lief : dagboek van een kattenfamilie, Francien van Westering / Het Spectrum / 1996
- Een kat in huis : alles over kittens en kattengedrag, Francien van Westering / Edicola / 2017